# Qiaocheng

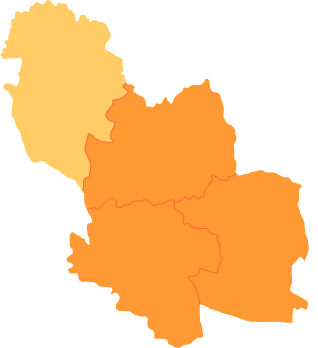
Lage des Stadtbezirks Qiaocheng im Gebiet der bezirksfreien Stadt Bozhou

Der Stadtbezirk Qiaocheng (chinesisch 谯城区, Pinyin Qiáochéng Qū) ist ein Stadtbezirk der bezirksfreien Stadt Bozhou in der chinesischen Provinz Anhui. Er hat eine Fläche von 2.266 Quadratkilometern und zählt 1.523.000 Einwohner (Stand: Ende 2018).

## Administrative Gliederung
Auf Gemeindeebene setzt sich der Stadtbezirk aus drei Straßenvierteln, zwanzig Großgemeinden und zwei Gemeinden zusammen. 